# Federalne Ministerstwo Obrony
Federalne Ministerstwo Obrony (niem. Bundesministerium der Verteidigung, BMVg) – niemieckie ministerstwo federalne, podlegające ministrowi obrony.
Zgodnie z artykułem 65a Ustawy Zasadniczej Republiki Federalnej Niemiec minister obrony jest najwyższym dowódcą Bundeswehry. Zgodnie z artykułem 115b tego aktu prawnego, gdy Niemcy znajdują się w stanie obrony, ogłoszonym przez Bundestag i wprowadzonym za zgodą Bundesratu, dowództwo nad siłami zbrojnymi przechodzi na Kanclerza.

## Historia
W latach 1935–1938 i w 1945 roku Ministerstwo funkcjonowało pod nazwą Ministerstwo Wojny. W latach 1938–1945 w związku z aferą Blomberga-Fritscha obowiązki ministerstwa przejęło Oberkommando der Wehrmacht.
W 1955 roku działalność Ministerstwa została reaktywowana.
Orzeczenie Trybunału Konstytucyjnego z 12 lipca 1994 r. formalnie umożliwiło użycie niemieckich sił zbrojnych poza granicami kraju w ramach misji UE i NATO po uzyskaniu wcześniejszej zgody Bundestagu. Niemieckie siły zbrojne brały udział w interwencjach międzynarodowych podczas konfliktu w Kosowie (1998–1999) i w czasie wojny w Afganistanie.

## Lista ministrów

### Ministrowie Obrony (1919–1935)
| 1 | Gustav Noske         | 13 lutego 1919 – 22 marca 1920    |  | SPD         |
| 2 | Otto Geßler          | 27 marca 1920 – 19 stycznia 1928  |  | DDP         |
| 3 | Kurt von Schleicher  | 19 stycznia 1928 – 30 maja 1932   |  | bezpartyjny |
| 4 | Ferdinand von Bredow | 1 czerwca 1932 – 28 stycznia 1933 |  | bezpartyjny |
| 5 | Werner von Blomberg  | 28 stycznia 1933 – 21 maja 1935   |  | bezpartyjny |

### Minister wojny (1935–1938)
| 1 | Werner von Blomberg | 21 maja 1935 – 27 stycznia 1938 |  | bezpartyjny |

### DowódcaOberkommando der Wehrmacht(1938–1945)
| 1 | Wilhelm Keitel | 4 lutego 1938 – 13 maja 1945 |  | bezpartyjny |
| 2 | Alfred Jodl    | 13 maja 1945 – 23 maja 1945  |  | bezpartyjny |

### Minister wojny (1945)
| 1 | Karl Dönitz | 30 kwietnia 1945 – 23 maja 1945 |  | NSDAP |

### Ministrowie obrony narodowej Niemieckiej Republiki Demokratycznej (1956–1990)
| 1 | Willi Stoph      | 1 marca 1956 – 14 lipca 1960           |  | SED |
| 2 | Heinz Hoffmann   | 14 lipca 1960 – 2 grudnia 1985         |  | SED |
| 3 | Heinz Keßler     | 3 grudnia 1985 – 18 listopada 1989     |  | SED |
| 4 | Theodor Hoffmann | 18 listopada 1989 – 12 kwietnia 1990   |  | SED |
| 5 | Rainer Eppelmann | 12 kwietnia 1990 – 2 października 1990 |  | DA  |

### Federalni ministrowie obrony Republiki Federalnej Niemiec (od 1955)
| 1  | Theodor Blank              | 7 czerwca 1955 – 16 października 1956    |  | CDU |
| 2  | Franz Josef Strauß         | 16 października 1956 – 9 stycznia 1963   |  | CSU |
| 3  | Kai-Uwe von Hassel         | 9 stycznia 1963 – 1 grudnia 1966         |  | CDU |
| 4  | Gerhard Schröder           | 1 grudnia 1966 – 21 października 1969    |  | CDU |
| 5  | Helmut Schmidt             | 22 października 1969 – 7 lipca 1972      |  | SPD |
| 6  | Georg Leber                | 7 lipca 1972 – 16 lutego 1978            |  | SPD |
| 7  | Hans Apel                  | 17 lutego 1978 – 1 października 1982     |  | SPD |
| 8  | Manfred Wörner             | 4 października 1982 – 18 maja 1988       |  | CDU |
| 9  | Rupert Scholz              | 18 maja 1988 – 21 kwietnia 1989          |  | CDU |
| 10 | Gerhard Stoltenberg        | 21 kwietnia 1989 – 31 marca 1992         |  | CDU |
| 11 | Volker Rühe                | 1 kwietnia 1992 – 26 października 1998   |  | CDU |
| 12 | Rudolf Scharping           | 27 października 1998 – 19 lipca 2002     |  | SPD |
| 13 | Peter Struck               | 19 lipca 2002 – 22 listopada 2005        |  | SPD |
| 14 | Franz Josef Jung           | 22 listopada 2005 – 28 października 2009 |  | CDU |
| 15 | Karl-Theodor zu Guttenberg | 28 października 2009 – 3 marca 2011      |  | CSU |
| 16 | Thomas de Maizière         | 3 marca 2011 – 17 grudnia 2013           |  | CDU |
| 17 | Ursula von der Leyen       | 17 grudnia 2013 – 17 lipca 2019          |  | CDU |
| 18 | Annegret Kramp-Karrenbauer | 17 lipca 2019 – 8 grudnia 2021           |  | CDU |
| 19 | Christine Lambrecht        | 8 grudnia 2021 – 16 stycznia 2023        |  | SPD |
| 20 | Boris Pistorius            | 17 stycznia 2023 –                       |  | SPD |